# Pivovar Malenovice
Pivovar Malenovice (dříve Zlínský švec) je minipivovar vlastněný majitelem Martinem Velískem; sídlí v Malenovicích, místní části města Zlín. Specializuje se na spodně kvašená nefiltrovaná piva plzeňského typu, vařená tradičními metodami za využití sladu, chmele a vody. V roce 2015 činil výstav piva cca 2 600 hektolitrů.

## Historie
Minipivovar vznikl ve sklepě rodinného domku v obci Sazovice na přelomu let 2007 a 2008 a do roku 2009 fungoval na nekomerční bázi (homebrewing – domácí vaření piva). Název Zlínský švec byl zvolen díky své poloze nedaleko města Zlín, které je spojeno s obuvnictvím. První várka piva byla uvařena 12. ledna 2008. Na jaře 2009 vznikla snaha přeměnit Zlínského ševce na oficiální pivovar. Rekonstrukcí prošla varna, byla vybudována spilka a ležácký sklep. Obměněno bylo i logo, nově zpracované kreslířem Ivanem Křemečkem.
V březnu 2010 získal pivovar Zlínský švec povolení celního úřadu a pivovar se tak stal oficiálním. Na počátku roku 2012 byl pivovar přestěhován do Malenovic (místní části města Zlín) do areálu bývalého šternberského pivovaru pod malenovickým hradem, jenž byl uzavřen roku 1942. Kolaudace proběhla v únoru 2012.
V roce 2015 činil výstav piva cca 2 600 hektolitrů.

## Poloha pivovaru

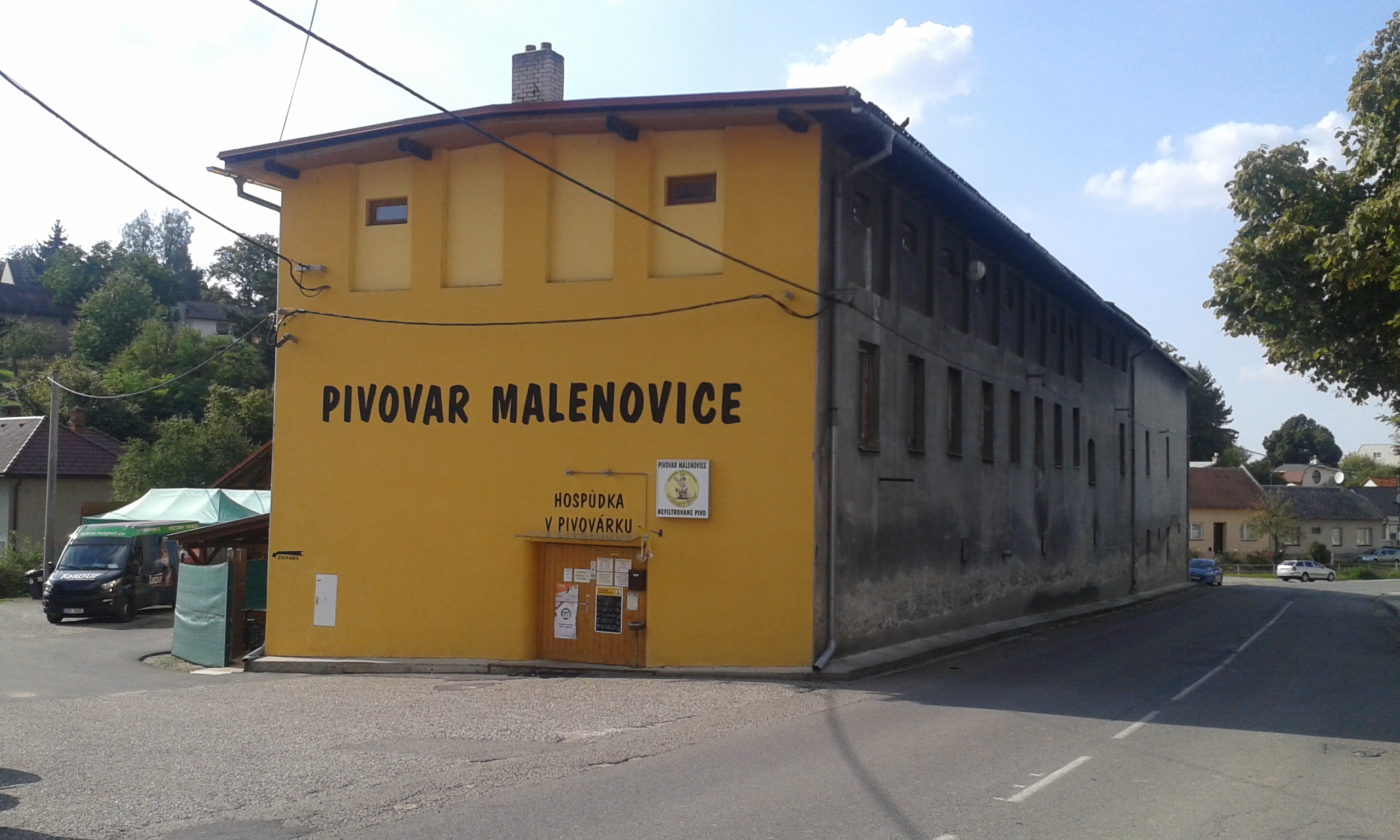
Zlínský švec – pivovar v Malenovicích, Zlín

Pivovar se nachází v útrobách bývalého šternberského pivovaru pod malenovickým hradem. Přímo v pivovaru se také nachází menší hospůdka se zahrádkou.

## Pivo

### Světlé výčepní 10°
Stupňovitost: 10%
Obsah alkoholu: 3,7% obj.
Složení: voda, směs ječných sladů, chmel, kvasnice
Doba ležení: 21 dnů

### Polotmavý ležák 11°
Stupňovitost: 11%
Obsah alkoholu: 4,5% obj.
Složení: voda, směs ječných sladů, chmel, kvasnice
Doba ležení: 28 dnů

### Světlý ležák 12°
Stupňovitost: 12%
Obsah alkoholu: 4,9% obj.
Složení: voda, směs ječných sladů, chmel, kvasnice
Doba ležení: 35 dnů

### Tmavý speciál 13°
Stupňovitost: 13%
Obsah alkoholu: 5,5% obj.
Složení: voda, směs ječných sladů, chmel, kvasnice
Doba ležení: 50 dnů